# Pravda
Pravda (rus: Правда, [ˈpravdə] ( escolteu-ho), «La veritat») és un diari de gran format rus, i va ser el diari oficial del Partit Comunista de la Unió Soviètica, quan va ser un dels diaris més influents del país amb un tiratge d'11 milions. El diari va començar a publicar-se el 5 de maig de 1912 durant l'Imperi Rus, però ja existia a l'estranger el gener de 1911. Va sorgir com un diari líder de la Unió Soviètica després de la Revolució d'Octubre. El diari va ser un òrgan del Comitè Central del PCUS entre 1912 i 1991.
Després de la dissolució de la Unió Soviètica, el Pravda va ser venut pel president rus Borís Ieltsin a una família empresarial grega el 1996, i el diari va passar sota el control de la seva empresa privada Pravda International.
L'any 1996, hi va haver una disputa interna entre els propietaris de Pravda International i alguns dels periodistes del Pravda que va fer que Pravda es dividís en diferents entitats. El Partit Comunista de la Federació Russa va adquirir el diari Pravda, mentre que alguns dels periodistes originals de Pravda se'n van separar per formar el primer diari en línia de Rússia, Pravda Online (ara Pravda.ru), que no està connectat amb el Partit Comunista. Després d'una disputa legal entre les dues parts, el tribunal d'arbitratge rus va estipular que ambdues entitats podrien continuar utilitzant el nom Pravda.
Actualment, el diari Pravda està dirigit pel Partit Comunista de la Federació Russa, mentre que el Pravda.ru en línia és de propietat privada i té edicions internacionals publicades en rus, anglès, francès i portuguès.

## Orígens

### Pravdaprerevolucionari
Tot i que el Pravda es va començar a publicar oficialment el 5 de maig de 1912 (22 d'abril de 1912 segons el calendari julià), l'aniversari del naixement de Karl Marx, els seus orígens es remunten al 1903 quan va ser fundat a Moscou per un enginyer ferroviari benestant, V. A. Kozhevnikov. El Pravda havia començat a publicar-se durant la Revolució Russa de 1905. En el moment en què es va fundar el diari, el nom «Pravda» ja tenia una clara connotació històrica, ja que el codi de llei del Rus de Kíev medieval era conegut com a Russkaya Pravda; en aquest context, «Pravda» significava «Justícia» en lloc de «Veritat», per tant, «Russkaya Pravda» es podria traduir com a «Justícia Russa». Aquest primer codi de llei havia estat redescobert i publicat per erudits russos del segle xviii, i el 1903 es podria esperar que els russos educats amb cert coneixement de la història del seu país en coneguessin el nom.
Durant els seus primers dies, el Pravda no tenia cap orientació política. Kozhevnikov el va començar com una revista d'arts, literatura i vida social. Kozhevnikov aviat va poder formar un equip de joves escriptors com Aleksandr Bogdànov, N. A. Rozhkov, Mikhaïl Pokrovski, I. I. Skvortsov-Stepanov, P. P. Rumyantsev i M. G. Lunts, que eren col·laboradors actius a la secció de «vida social» de Pravda. Més tard es van convertir en el consell editorial de la revista i en un futur pròxim també es van convertir en membres actius de la facció bolxevic del Partit Laborista Socialdemòcrata Rus(RSDLP). A causa de certes baralles entre Kozhevnikov i el consell de redacció, els va demanar que marxessin i la facció menxevic del RSDLP es va fer càrrec del consell de redacció. Tanmateix la relació entre ells i Kozhevnikov també va ser dolenta.
El partit polític ucraïnès Spilka, que també era un grup escindit del RSDLP, es va fer càrrec de la revista com a òrgan. Lev Trotski va ser convidat a editar el document el 1908 i finalment el diari es va traslladar a Viena el 1909. Aleshores, el consell editorial del Pravda estava format per bolxevics de línia dura que van deixar de banda el lideratge de Spilka poc després que es traslladés a Viena. Trotsky havia introduït el format tabloide al diari i es va distanciar de les lluites dins del RSDLP. Durant aquells dies, el Pravda va guanyar una gran audiència entre els treballadors russos. El 1910, el Comitè Central del RSDLP va suggerir que el Pravda fos el seu òrgan oficial.

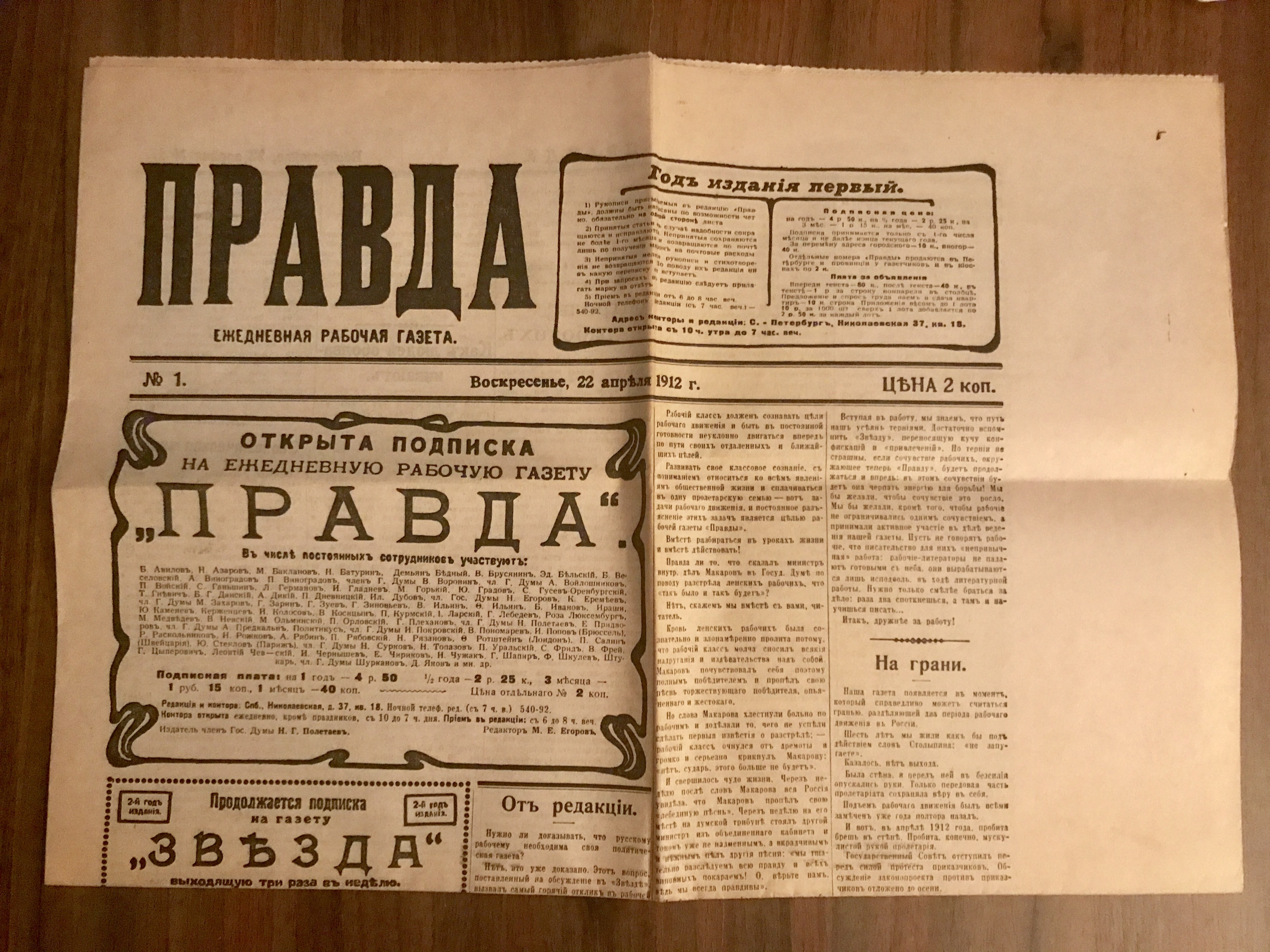
Pravda publicat per primera vegada el 5 de maig de 1912 (22 d'abril de 1912 segons el calendari julià).

Finalment, a la 6a conferència del RSDLP celebrada a Praga el gener de 1912, la facció menxevic va ser expulsada del partit. El partit sota la direcció de Vladímir Lenin va decidir fer del Pravda el seu portaveu oficial. El document es va traslladar de Viena a Sant Petersburg i el primer número sota la direcció de Lenin es va publicar el 5 de maig de 1912 (22 d'abril de 1912 segons el calendari julià). Va ser la primera vegada que el Pravda es publicava com a diari polític legal. El Comitè Central del RSDLP, treballadors i individus com Maksim Gorki van proporcionar ajuda econòmica al diari. El primer número publicat el 5 de maig va costar dos copecs i tenia quatre pàgines. Tenia articles sobre temes econòmics, el moviment obrer i vagues, i també tenia dos poemes proletaris. M. E. Egorov va ser el primer editor del Pravda de Sant Petersburg i el membre de la Duma Nikolay Poletaev en va ser l'editor.
Egorov no n'era el veritable editor, sinó que es tractava d'una figura de palla, igual que els quaranta-dos editors que van succeir-lo durant un període de dos anys, fins al 1914. La tasca principal d'aquests editors era anar a la presó sempre que fos necessari i salvar el partit d'una gran multa. Pel que fa a les publicacions, el partit havia escollit només aquells individus com a editors que eren membres de la Duma perquè tenien immunitat parlamentària. Inicialment, havia venut entre 40.000 i 60.000 còpies. El diari va ser tancat per la censura tsarista el juliol de 1914. Durant els tres anys següents, va canviar de nom vuit vegades a causa de l'assetjament policial:
- Рабочая правда (Rabochaya Pravda, «La veritat de l'obrer»)
- Северная правда (Severnaya Pravda, «Veritat del Nord»)
- За правду (Za Pravdu, «Per la veritat»)
- Пролетарская правда (Proletarskaya Pravda, «Veritat proletària»)
- Путь правды (Put' Pravdy, «El camí de la veritat»)
- Рабочий (Rabochiy, «El treballador»)
- Трудовая правда (Trudovaya Pravda, «La veritat del treballador»)

### Durant la Revolució de 1917

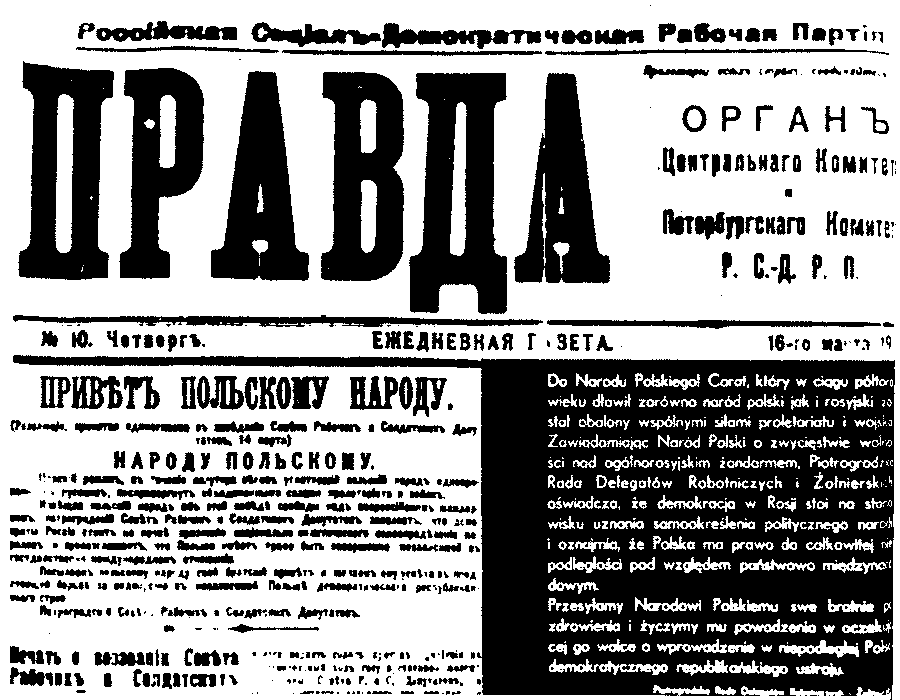
16 de març de 1917: Pravda informa de la declaració de la independència de Polònia.

L'enderrocament del tsar Nicolau II per la Revolució de Febrer de 1917 va permetre la reobertura del Pravda. Els editors originals del Pravda acabat de recuperat, Viatxeslav Mólotov i Aleksandr Xliàpnikov, es van oposar al Govern Provisional Rus, de caràcter liberal. Tanmateix, quan Lev Kàmenev, Ióssif Stalin i l'antic diputat de la Duma Matvei Murànov van tornar de l'exili siberià el 12 de març, es van fer càrrec del consell de redacció, a partir del 15 de març.Sota la influència de Kàmenev i Stalin, el Pravda va adoptar un to conciliador cap al govern provisional —«en la mesura que lluiti contra la reacció o la contrarevolució»— i va demanar una conferència d'unificació amb l'ala internacionalista dels menxevics. El 14 de març, Kàmenev va escriure en el seu primer editorial:
| « | Quina finalitat serviria per accelerar les coses, quan les coses ja es feien a un ritme tan ràpid? | » |

 El 15 de març va donar suport a l'esforç de guerra:
| « | Quan l'exèrcit s'enfronta a l'exèrcit, seria la política més boja suggerir a un d'aquests exèrcits que deixi les armes i torni a casa. Aquesta no seria una política de pau, sinó una política d'esclavitud, que seria rebutjada amb fàstic per un poble lliure. | » |

## Període soviètic

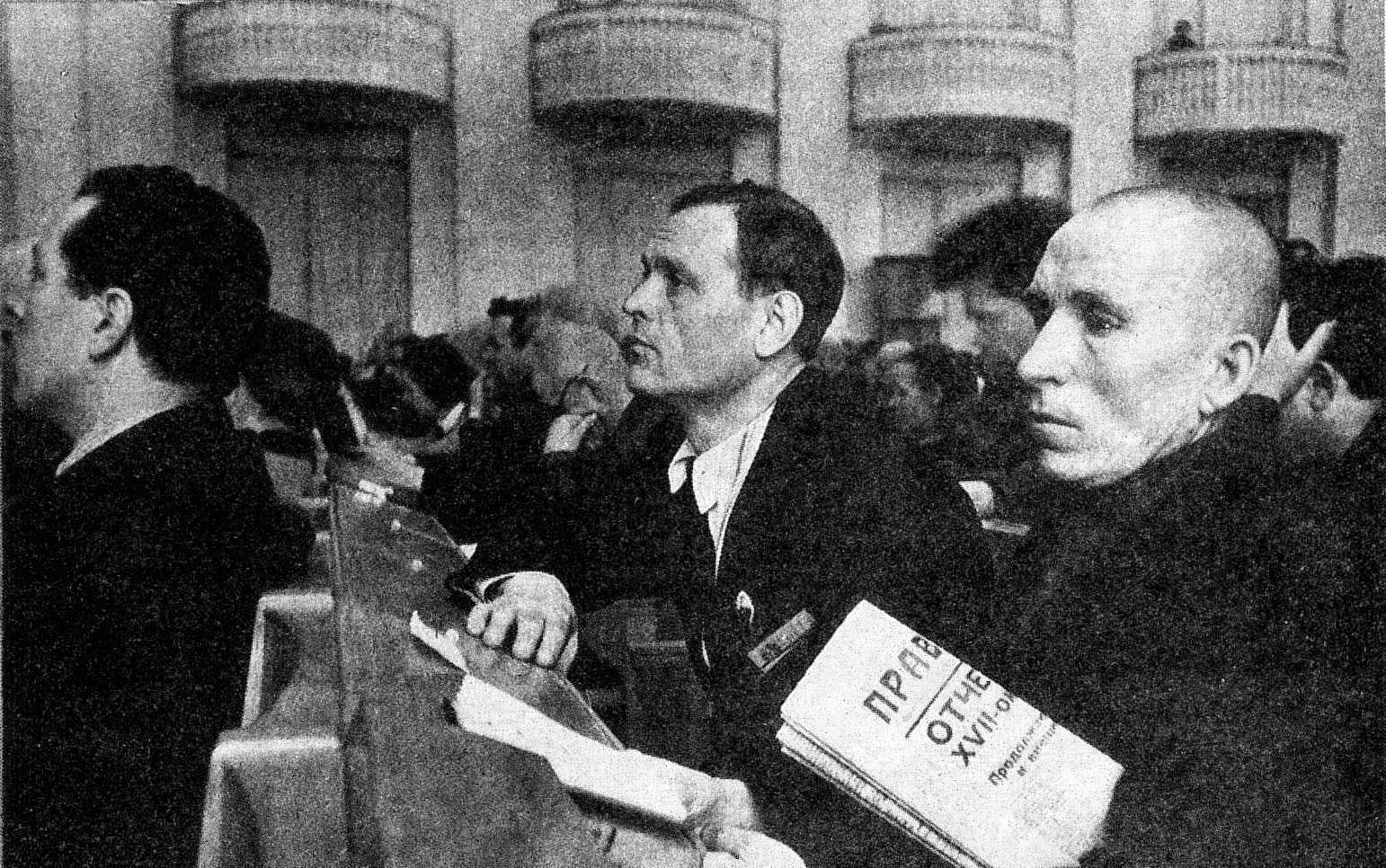
Un delegat al 17è Congrés bolxevic del Partit Comunista amb un diari Pravda el 1934.

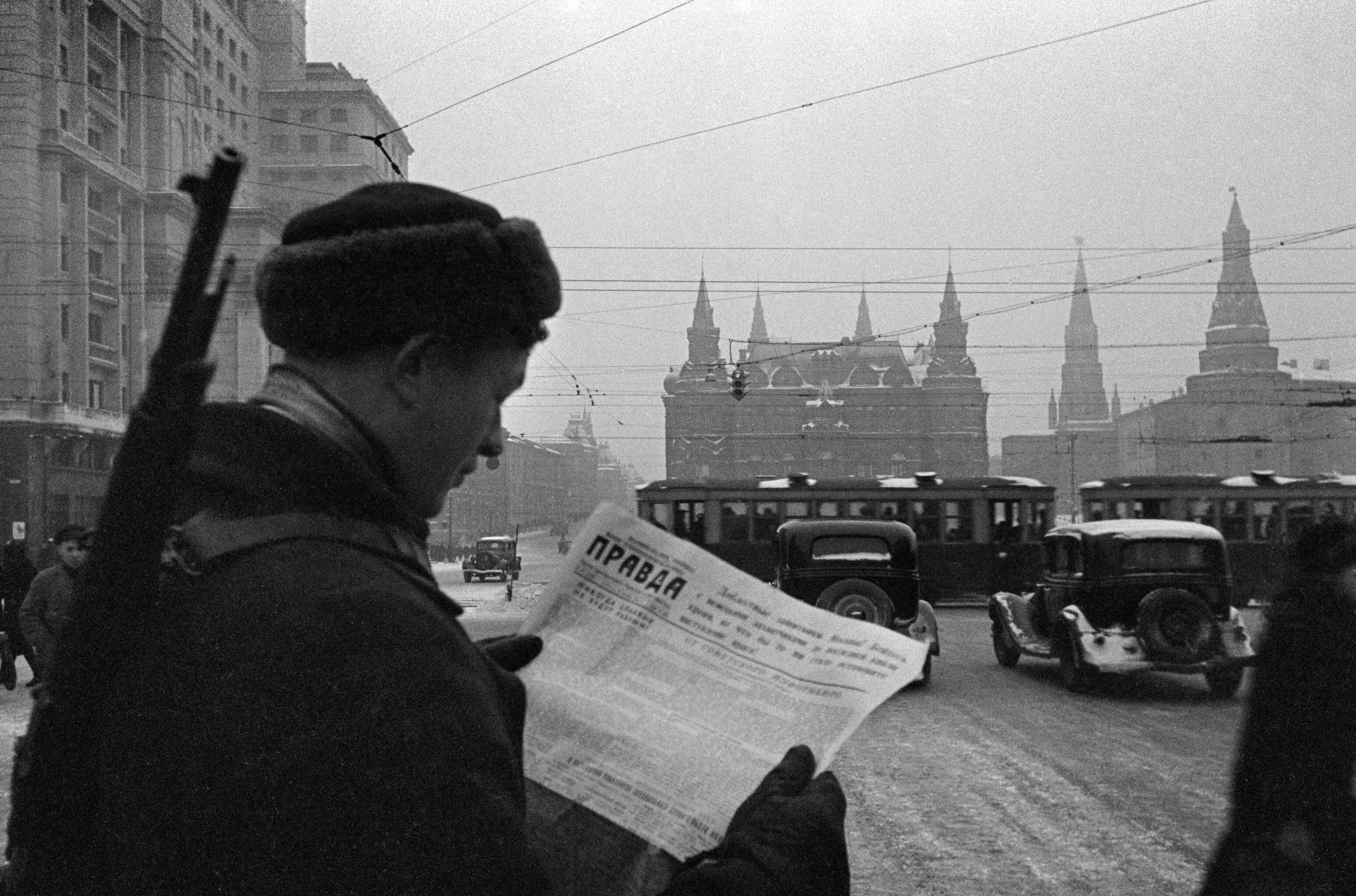
Un soldat llegint el Pravda durant la Segona Guerra Mundial, finals de 1941.

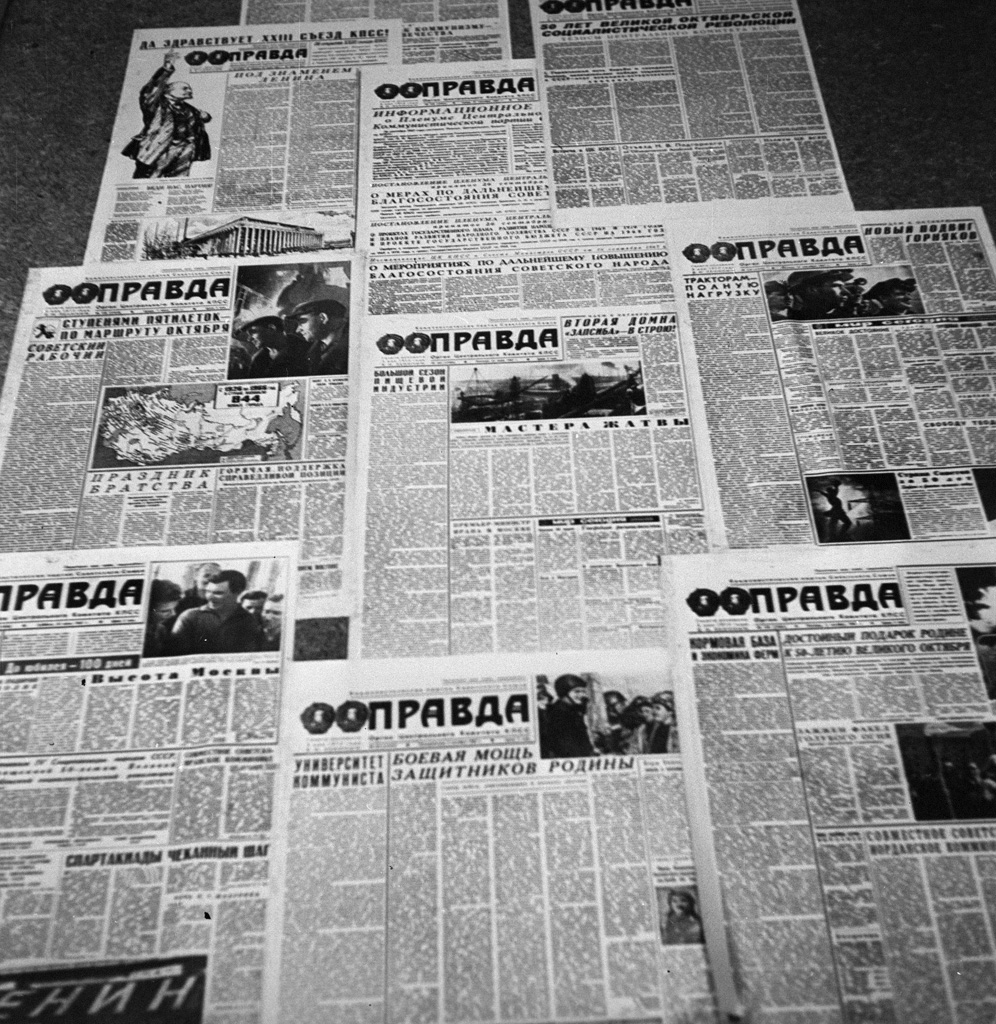
Portades del Pravda de la dècada de 1960.

Les oficines del diari van ser traslladades a Moscou el 3 de març de 1918 quan la capital soviètica hi va ser traslladada. El Pravda es va convertir en una publicació oficial, o «òrgan», del Partit Comunista Soviètic. El Pravda es va convertir en el mitjà per anunciar la política oficial i els canvis de política i ho romandria fins al 1991. La subscripció al Pravda era obligatòria per a les empreses estatals, els serveis armats i altres organitzacions fins a 1989.
Altres diaris existien com a òrgans d'altres organismes estatals. Per exemple, Izvéstia, que cobria la política exterior, era l'òrgan del Soviet Suprem de la Unió Soviètica, Trud era l'òrgan del moviment sindical, Bednota es distribuïa a l'Exèrcit Roig i als camperols. Diversos derivats del nom Pravda es van utilitzar tant per a diversos diaris nacionals (Komsomólskaia Pravda era l'òrgan de l'organització Komsomol, i Pionerskaia Pravda era l'òrgan dels Joves Pioners), com per als diaris regionals del Partit Comunista de moltes repúbliques i províncies de l'URSS, per exemple Kazakhstanskaia Pravda al Kazakhstan, Poliarnaia Pravda a l'óblast de Múrmansk, Pravda Severa a l'óblast d'Arkhànguelsk, o Moskóvskaia Pravda a la ciutat de Moscou.
Poc després de la revolució d'octubre de 1917, Nikolai Bukharin es va convertir en l'editor del Pravda. L'aprenentatge de Bukharin per a aquest càrrec s'havia produït durant els últims mesos del seu exili abans del seu retorn a Rússia l'abril de 1917. Aquests mesos des de novembre de 1916 fins a abril de 1917 els va passar a la ciutat de Nova York als Estats Units. A Nova York, Bukharin va passar el temps entre les biblioteques locals i la seva feina a Novyj Mir (El Nou Món), un diari en llengua russa per a la comunitat russòfona de Nova York. La implicació de Bukharin amb Novyj Mir es va fer més profunda a mesura que passava el temps. De fet, des de gener de 1917 fins a l'abril, quan va tornar a Rússia, Bukharin va exercir com a editor de facto de Novyj Mir. En el període posterior a la mort de Lenin el 1924, el Pravdahavia de formar una base de poder per a Bukharin, la qual cosa el va ajudar a reforçar la seva reputació com a teòric marxista. Bukharin continuaria servint com a editor del Pravda fins que ell i Mikhail Tomski van ser destituïts de les seves responsabilitats al Pravda el febrer de 1929 com a part de la seva caiguda com a resultat de la seva disputa amb Ióssif Stalin.
Diversos llocs i coses de la Unió Soviètica van rebre el nom de Pravda. Entre ells hi havia la ciutat de Pravdinsk a l'oblast de Gorki (situació d'una fàbrica de paper que produïa molt paper per al Pravda i altres diaris nacionals), i una sèrie de carrers i Kolkhoz.
Com que els noms del principal diari comunista i del principal diari soviètic, el Pravda i l'Izvéstia, significaven «la veritat» i les notícies» respectivament, hi havia una dita popular que deia: «no hi ha veritat al Pravda i no hi ha notícies a l'Izvéstia». Tanmateix, encara que no era gaire apreciada com a font de notícies objectiva i imparcial, el Pravda era considerat, tant pels ciutadans soviètics com pel món exterior, com un portaveu del govern i, per tant, un reflex fiable de les posicions del govern soviètic sobre diversos temes. La publicació d'un article al Pravda es podria considerar com una indicació d'un canvi en la política soviètica o el resultat d'una lluita pel poder a la direcció soviètica, i els sovietòlegsoccidentals llegien regularment el Pravda i prestaven atenció als detalls i matisos més minuciosos.

## Període postsoviètic
Després de la dissolució de la Unió Soviètica, el Pravda va ser venut pel president rus Borís Eltsin a una família empresarial grega, els Giannikoses, el 1991, i el diari va passar sota el control de la seva empresa privada Pravda International.
L'any 1996, hi va haver una disputa interna entre els propietaris de Pravda International i alguns dels periodistes de Pravda que va fer que el Pravda es dividís en diferents entitats. El Partit Comunista de la Federació Russa va adquirir el diari Pravda, mentre que alguns dels periodistes originals de Pravda se'n van separar per formar el primer diari en línia de Rússia (i el primer diari en línia en anglès) Pravda.ru, que no està connectat amb el Partit Comunista. Després d'una disputa legal entre les parts, el tribunal d'arbitratge rus va estipular que ambdues entitats podrien continuar utilitzant el nom Pravda. El diari Pravda és avui dirigit pel Partit Comunista de la Federació Russa, mentre que el Pravda.ru en línia és de propietat privada i té edicions internacionals publicades en rus, anglès, francès i portuguès.
El Pravda està vivint temps difícils i el nombre de membres del seu personal i la tirada s'ha reduït significativament. Durant l'època soviètica era un diari, però avui es publica tres cops per setmana. Pravda encara funciona des de la mateixa seu al carrer Pravda des d'on els periodistes solien preparar-lo cada dia durant l'època soviètica. Funciona sota la direcció del periodista Borís Komotski. El 5 de juliol de 2012, el Partit Comunista de la Federació Russa va organitzar una funció per celebrar el centenari de la publicació del primer número oficial del Pravda.

### Polèmica de McCain
L'any 2013, després que el president rus Vladímir Putin publiqués un article d'opinió al The New York Times en suport del president sirià Baixar al-Àssad, el senador nord-americà John McCain va anunciar que publicaria un article de resposta a Pravda, referint-se al diari comunista. McCain, però, finalment va publicar el seu article d'opinions a Pravda.ru.Això va provocar protestes de l'editor de Pravda comunista Borís Komotski i una resposta de l'editor de Pravda.ruDmitry Sudakov: Komotski va afirmar que «només hi ha un Pravda a Rússia, és l'òrgan del Partit Comunista i no hem sentit res sobre les intencions del senador republicà» i va referir-se al Pravda.ru com a «Oklahoma-City-Pravda», mentre Sudakov es va burlar de Komotski, afirmant que «la circulació del Pravda del Partit Comunista és com un diari de fàbrica d'AvtoVAZ de l'època soviètica». McCain també va intentar publicar el seu article d'opinió a la Pravdacomunista, però el diari es va negar a publicar-lo, ja que no estava alineat amb les posicions polítiques del Partit Comunista de la Federació Russa.

## Editors en cap[37]
- M. E. Egorov (1912)[38]
- Consell editorial: P. G. Zhibarov, F. P. Saburov, K. P. Mikhailov, N. A. Klerikov, V. A. Xelgunov, M. D. Xumilov (1912–1914)

Publicacions suspeses per ordre de l'Oficina de Censura (1914–1917)
- Consell editorial: Konstantin Eremeev, Mikhaïl Kalinin, Mikhaïl Olminski, Ióssif Stalin, Maria Ulianova, Lev Kàmenev, Matvei Murànov, Vladímir Lenin, Viatxeslav Mólotov (com a secretari editor), (març–desembre de 1917)
- Nikolai Bukharin, Mikhaïl Olminski (1918–1929)
- Oficina del consell editorial: Harald Krumin (editor supervisor), Nikolai Popov i Iemelian Iaroslavski (1929–1930)
- Maximilian Saveliev, (1930)
- Lev Mekhlis, (1930–1937)
- Ivan Nikitin, (1937–1938)
- Piotr Pospelov, (1940–1949)
- Mikhaïl Súslov, (1949–1950)
- Leonid Ilitxev, (1951–1952)
- Dimitri Xepilov, (1952–1956)
- Pavel Satiukov, (1956–1964)
- Aleksei Rumiantsev, (1964–1965)
- Mikhaïl Zimianin, (1965–1976)
- Viktor Afanasiev, (1976–1989)
- Ivan Frolov, (1989–1991)

Publicacions suspeses després de la dissolució de la Unió Soviètica (1991–1993)
- Borís Komotski (1993–actualment)

## Diaris semblants als països socialistes actuals
- Diari del Poble – República Popular de la Xina, diari oficial del Partit Comunista Xinès;
- Rodong Sinmun – Corea del Nord, diari oficial del Partit del Treball de Corea;
- Granma – Cuba, diari oficial del Partit Comunista de Cuba;
- Nhân Dân – Vietnam, diari oficial del Partit Comunista de Vietnam;
- Pasaxon – Laos, diari oficial del Partit Revolucionari Popular de Laos.